# هايكيسوتشي ميتشيو
هايكيسوتشي ميتشيو سينسي بالإنجليزية (Hikitsuchi Michio) مواليد 14 يوليو 1923 في واكاياما، واكاياما، اليابان - الوفاة 2 فبراير 2004 في اليابان
(1923- 2004) أحد كبار معلمي الأيكيدو في القرن العشرين. بدأ ممارسة فنون الدفاع عن النفس في سن 9 سنوات. في سن ال 14 التقى لأول مرة بمؤسس الأيكيدو، موريهيه أويشيبا، كان طالبا لمدة 40 عاما. كما أخذ من الأيكيدو تقنيات العصا الطويلة (ماساكاتسو بو جوتسو)، والرخصة مكتوبة لتعليم هذه الممارسة (Makemono)، فضلا عن التعامل مع صابر (Choshokubaï no ken).
هايكيسوتشي المعلم عاش في شينغو، بلدة صغيرة في واكاياما (محافظة)، اليابان.
توفي الاثنين في 2 فبراير، 2004 على 15:45، و له من العمر 80 عاما و 6 أشهر. في شينغو، حيث كان يُعلم فنون الدفاع. عند وفاته حصل على اسم بوذي (SHIN KI GEN IN DEN SAIMIN EIKETSU KOJI I).
(EIKETSU) : الرجل العظيم. كوجي (KOJI) : البوذية. (laïque SAIMIN) : تخفيف معاناة الناس.
تعليم الأيكيدو كان بالتأكيد على طريقته الخاصة وسيلة للتخفيف من معاناة الأشخاص، لأنه كلام حتى المؤسسين، تم إنشاء الأيكيدو ليصبح العالم كله أسرة واحدة كبيرة؛ وأنه من المؤكد أنه إذا كان هذا اليوتوبيا اخترق قلب بشر، يمكن تجنب الكثير من المعاناة.
كذلك، هايكيسوتشي سونسي، اعتبر أن مهمته كانت من أجل حَمل كلمة المؤسس في العالم .
هذا هو السبب في أنه كان يريد أن يذهب إلى فرنسا في عام 1981، و لكن الطلاب كانت قليلة جدا، وكان حتى عام 1984 للقيام بالرحلة. عُقدت ثلاث دورات في أوروبا. تم اتباعها من قبل الآخرين حتى عام 1988، و لكن للأسف المعلم مرض بالسرطان و لا يستطيع الذهاب إلى فرنسة. ولكن بفضل شرحه التقنيات البسيطة التي كان يعلمها و التي عرضت مع الطاقة هي مذهلة جدا و عالية في الدقة.